# Línea celular inmortalizada
Una línea celular inmortalizada es una población de células de un organismo multicelular que normalmente no proliferaría indefinidamente, pero debido a la mutación, han evadido la senescencia celular normal y en cambio pueden seguir experimentando división. Por tanto, las células pueden cultivarse (ver cultivo celular) durante períodos prolongados in vitro. Las mutaciones necesarias para la inmortalidad pueden ocurrir de forma natural o ser inducidas intencionalmente con fines experimentales. Las líneas celulares inmortales son una herramienta muy importante para la investigación de la bioquímica y biología celular de organismos multicelulares. Las líneas celulares inmortalizadas también han encontrado usos en biotecnología.
Una línea celular inmortalizada no debe confundirse con las  células madre, que también pueden dividirse indefinidamente, pero forman una parte normal del desarrollo de un organismo multicelular.

## Relación con la biología natural y la patología
Hay varias líneas celulares inmortales. Algunas de ellas son líneas celulares normales (por ejemplo, derivadas de células madre). Otras líneas celulares inmortalizadas son el equivalente in vitro de células cancerosas. El cáncer se produce cuando una célula somática que normalmente no puede dividirse sufre mutaciones que provocan la desregulación de los controles del ciclo celular normal que conducen a una proliferación incontrolada. Las líneas celulares inmortalizadas han sufrido mutaciones similares permitiendo que un tipo celular que normalmente no podría dividirse prolifere in vitro. Los orígenes de algunas líneas celulares inmortales, por ejemplo, las células humanas HeLa, proceden de cánceres naturales. HeLa, la primera línea celular humana inmortal, fue tomada de Henrietta Lacks (sin consentimiento informado) en 1951 en el Hospital Johns Hopkins en Baltimore, Maryland.

## Rol y usos
Las líneas celulares inmortalizadas se utilizan ampliamente como modelo simple para sistemas biológicos más complejos, por ejemplo, para el análisis de la bioquímica y biología celular de células de mamíferos (incluidas las humanas). La principal ventaja de utilizar una línea celular inmortal para la investigación es su inmortalidad; las células se pueden hacer crecer indefinidamente en cultivo. Esto simplifica el análisis de la biología de las células que, de otro modo, podrían tener una vida útil limitada.
Las líneas celulares inmortalizadas también se pueden clonar dando lugar a una población clonal que, a su vez, se puede propagar indefinidamente. Esto permite que un análisis se repita muchas veces en células genéticamente idénticas, lo que es deseable para experimentos científicos repetibles. La alternativa, realizar un análisis en células primarias de múltiples donantes de tejido, no tiene esta ventaja.
Las líneas celulares inmortalizadas encuentran uso en biotecnología, donde son una forma rentable de cultivar células similares a las que se encuentran en un organismo multicelular in vitro. Las células se utilizan para una amplia variedad de propósitos, desde probar la toxicidad de compuestos o fármacos hasta la producción de proteínas eucariotas.

### Limitaciones

#### Cambios de orígenes no inmortales
Si bien las líneas celulares inmortalizadas a menudo se originan a partir de un tipo de tejido bien conocido, han sufrido mutaciones significativas para volverse inmortales. Esto puede alterar la biología de la célula y debe tenerse en cuenta en cualquier análisis. Además, las líneas celulares pueden cambiar genéticamente en múltiples pasajes, lo que lleva a diferencias fenotípicas entre los aislados y resultados experimentales potencialmente diferentes dependiendo de cuándo y con qué cepa se realiza un experimento.

#### Contaminación con otras células
Muchas líneas celulares que se utilizan ampliamente para la investigación biomédica han sido contaminadas y cubiertas por otras células más agresivas. Por ejemplo, las supuestas líneas de tiroides eran en realidad células de melanoma, el supuesto tejido de próstata era en realidad cáncer de vejiga y los supuestos cultivos de útero normales eran en realidad cáncer de mama.

## Métodos de generación
Existen varios métodos para generar líneas celulares inmortalizadas:
1. Aislamiento de un cáncer de origen natural. Este es el método original para generar una línea celular inmortalizada. Los ejemplos principales incluyen células HeLa humanas que se obtuvieron de un cáncer de cuello uterino, células Raw 264.7 de ratón que se sometieron a mutagénesis y luego se seleccionaron para células que pueden experimentar división.[6]
2. Introducción de un gen viral que desregula parcialmente el ciclo celular (por ejemplo, el gen E1 del adenovirus tipo 5 se utilizó para inmortalizar la línea celular HEK 293; el virus Epstein-Barr puede inmortalizar linfocitos B por infección[7]).
3. Expresión artificial de proteínas clave necesarias para la inmortalidad, por ejemplo, la telomerasa, que evita la degradación de los extremos cromosómicos durante la replicación del ADN en eucariotas.[8]
4. Tecnología de hibridoma, utilizada específicamente para generar líneas de células B productoras de anticuerpos inmortalizadas, donde una célula B productora de anticuerpos se fusiona con una célula de mieloma (cáncer de células B).[9]

### Ejemplos
Hay varios ejemplos de líneas celulares inmortalizadas, cada una con propiedades diferentes. La mayoría de las líneas celulares inmortalizadas se clasifican por el tipo de células de las que se originaron o son más similares biológicamente.
- Células 3T3: una línea celular de fibroblastos de ratón derivada de una mutación espontánea en tejido de embrión de ratón cultivado.
- Células A549: derivadas de un tumor de pulmón de un paciente con cáncer.
- Células HeLa: una línea celular humana ampliamente utilizada aislada de la paciente con cáncer de cuello uterino Henrietta Lacks.
- Células HEK 293: derivadas de células fetales humanas.
- Células Jurkat: una línea celular de linfocitos T humanos aislada de un caso de leucemia.
- Células OK: derivadas de células renales femeninas de zarigüeya norteamericana
- Células Ptk2: derivadas de células renales epiteliales de potoro de nariz larga masculinas.
- Células Vero: una línea celular de riñón de mono que surgió por inmortalización espontánea.